# John Ross Ewing III
John Ross Ewing is een personage uit de Amerikaanse soapserie Dallas. De rol werd vertolkt door Tyler Banks van 1980 tot 1983 en door Omri Katz van 1983 tot 1991. In 1996 nam Katz de rol opnieuw op voor de tv-film Dallas: J.R. Returns. In 2012 start een nieuwe Dallas waarin de rol vertolkt zal worden door Josh Henderson.